# Districte de Fontenay-le-Comte
Fontenay-le-Comte és un dels tres arrondissements en què es divideix el departament francès de la Vendée, a la regió del País del Loira. Té 9 cantons i 107 municipis. El cap del districte és la sotsprefectura de Fontenay-le-Comte.

## Cantons
cantó de Chaillé-les-Marais - cantó de La Châtaigneraie - cantó de Fontenay-le-Comte - cantó de L'Hermenault - cantó de Luçon - cantó de Maillezais - cantó de Pouzauges - cantó de Sainte-Hermine - cantó de Saint-Hilaire-des-Loges